# Функціональна стилістика
Функціона́льна стилі́стика — має ключовим питанням визначення, формування і розвиток функціональних стилів літературної мови. Різниця між функціональною та описовою стилістикою полягає в тому, що перша обов’язково враховує екстралінгвістичні (позамовні) чинники та їх вплив на функції мови. 
Об’єктом розгляду функціональної стилістики служить функціональні стилі, їх класифікація, поділ на підстилі, принципи поєднання мовних одиниць у кожному з них. Вона базується також на теоретичних відомостях соціолінгвістики, психології, історії мови тощо.